# Un été américain
Pour plus de détails, voir Fiche technique et Distribution.
Un été américain est un film documentaire français réalisé par Henry Chapier, tourné et sorti en 1968.

## Synopsis
Tourné en juillet 1968, ce film évoque la solidarité de jeunes militants de la gauche californienne avec la cause des Black Panthers. Henry Chapier les a rencontrés et les a filmés, en les observant dans leur vie militante, au cours de discussions entre eux, ou lors des manifestations qui ont accompagné le procès de Huey Newton, leader des Black Panthers, à Oakland.
Henry Chapier n'interroge pas directement les militants mais les filme en train de se questionner sur leur engagement. C'est le cas d'un jeune cinéaste américain qui mène une série d'entretiens, dans le cadre de son projet de film sur les hippies en Californie. Les discussions qui s'engagent font apparaître les raisons de l'engagement de ces jeunes blancs californiens en faveur du mouvement révolutionnaire afro-américain, le Black Panther Party, est le type d'engagement qu'ils ont choisi. Certains vivent en communauté, reclus dans un ranch, d'autres ont opté pour une action militante plus directe, notamment dans le cadre du parti "Peace and Freedom". Au fil de ses rencontres, le jeune cinéaste s'interroge sur son projet de film, tout en faisant part de ses convictions.

## Fiche technique
- Titre : Un été américain
- Réalisation : Henry Chapier
- Scénario : Anne de Gasperi
- Photographie : Henry Chapier
- Montage : Françoise Duez
- Production : Jacques Dorfmann
- Société de production : Les Films Corona
- Pays :  France
- Genre : Documentaire
- Durée : 55 minutes
- Dates de sortie : 
  -  France : 1968